# Signor presidente
Signor presidente  (Mr. President) è una serie televisiva statunitense in 24 episodi trasmessi per la prima volta nel corso di 2 stagioni dal 1987 al 1988. In Italia è nota anche con il titolo Caro presidente.
È una sitcom familiare incentrata sulle vicende del presidente degli Stati uniti d'America Samuel Arthur Tresch e della first lady Meg insieme ai loro tre figli, Cynthia, Nick e Jennifer.

## Personaggi e interpreti
- Presidente Samuel Arthur Tresch (24 episodi, 1987-1988), interpretato da George C. Scott.
- Cynthia Tresch (24 episodi, 1987-1988), interpretato da Maddie Corman.
- Nick Tresch (24 episodi, 1987-1988), interpretato da Andre Gower.
- Charlie Ross (24 episodi, 1987-1988), interpretato da Conrad Bain.
- Lois Gullickson (14 episodi, 1987-1988), interpretato da Madeline Kahn.
- Meg Tresch (10 episodi, 1987), interpretato da Carlin Glynn.
- Justin (3 episodi, 1987), interpretato da Robin Thomas.

## Produzione
La serie, ideata da Johnny Carson, Gene Reynolds e Ed. Weinberger, fu prodotta da Carson Productions.  Le musiche furono composte da Patrick Williams. Tra i registi è accreditato Marc Daniels in 5 episodi (1987-1988).

### Sceneggiatori
Tra gli sceneggiatori sono accreditati:
- David Lloyd in 2 episodi (1987)
- Johnny Carson in un episodio (1987)
- Gene Reynolds in un episodio (1987)
- Ed. Weinberger in un episodio (1987)

## Distribuzione
La serie fu trasmessa negli Stati Uniti dal 3 maggio 1987 al 13 febbraio 1988 sulla rete televisiva Fox. In Italia è stata trasmessa con il titolo Signor presidente.

## Episodi
| Stagione         | Episodi | Prima TV USA |
| ---------------- | ------- | ------------ |
| Prima stagione   | 10      | 1987         |
| Seconda stagione | 14      | 1987-1987    |